# Flugunfall einer Douglas C-47 der USAAF bei Yan’an 1946
Der Flugunfall einer Douglas C-47 der USAAF bei Yan’an 1946 ereignete sich am 8. April 1946. An diesem Tag wurde ein Militärflugzeug des Typs Douglas DC-3/C-47-B-1-DL der United States Army Air Forces (USAAF), das sich auf dem Flug von Chongqing nach Yan’an mit einem Zwischenstopp in Xi’an befand, gegen einen Berg geflogen, wobei alle 17 Insassen starben.

## Maschine
Das Flugzeug war eine 1943 gebaute Douglas DC-3/C-47-B-1-DL mit der Modellseriennummer 20826. Die Maschine wurde an die United States Army Air Forces ausgeliefert. Die DC-3 wurde von zwei Doppelsternmotoren Pratt & Whitney R-1830-92 Twin Wasp mit je 1.200 PS Leistung angetrieben.

## Insassen
An Bord befand sich eine vierköpfige Besatzung. Der 32-jährige Sergeant Dallas Wise, Mitglied der Fourteenth Air Force, führte auf dem Flug die Rolle des Ersten Offiziers und Bordfunkers aus. Unter den 13 Passagieren befanden sich führende Funktionäre der Kommunistischen Partei Chinas, darunter Generalsekretär Bo Gu, General Ye Ting, Wang Ruofei und Deng Fa, die zu Verhandlungen mit der Kuomintang zum Zweck der geplanten Bildung einer gemeinsamen Regierung geflogen wurden.

## Unfallhergang
Die Maschine startete in Chongqing-Baishiyi und landete in Xi’an zur Zwischenbetankung. Sie startete anschließend zum Weiterflug nach Yan’an. Sie befand sich im Sinkflug, als sie am Berg Hei Cho in der Provinz Shaanxi zerschellte. Bei dem Unfall starben alle 17 Insassen.